# PAPA-syndroom
PAPA-syndroom is een acroniem voor: pyogene artritis, pyoderma gangraenosum en acne. Het is een zeldzame erfelijke aandoening met een auto-inflammatoire component die gevolgen heeft voor de huid en gewrichten.

## Symptomen
De aandoening begint vaak met artritis op jonge leeftijd. De huidveranderingen worden vaak zichtbaar tijdens de puberteit. De artritis is echter het meest prominente symptoom, omdat deze op jonge leeftijd begint en veel schade veroorzaakt. De gewrichten raken snel beschadigd en gewrichtsvervangingen zijn nodig.
Pyoderma gangraenosum kenmerkt zich door noduli of pustels die veranderen in ulcera (zweren) met ondermijnde randen. Het is niet altijd aanwezig. Pathergie komt vaak voor bij pyoderma gangraenosum, in het geval van PAPA-syndroom kunnen zweren zich voordoen nadat een gewricht is vervangen.
De acne is vaak ernstig en van een nodulair-cystisch type (met noduli en cysten), hoewel dat ook variabel is. Onbehandeld kan de acne littekens achterlaten.

## Genetica
De aandoening erft autosomaal dominant over. Het verantwoordelijke gen is recentelijk gevonden op chromosoom 15. Er zijn twee mutaties gevonden in een proteïne die het CD2-bindend proteïne 1 heet (CD2BP1). CD2BP1 speelt ook een rol bij andere auto-inflammatoire aandoeningen, zoals familiale mediterrane koorts.